# 天山扭藿香
天山扭藿香（学名：Lophanthus schrenkii）为唇形科扭藿香属下的一个种。

## 扩展阅读
- 維基物種上的相關：天山扭藿香